# Рђаве земље
Рђаве земље или бедлендс (енгл. badland) је појава потпуно огољених и облицима линијског кретања воде рашчлањених падина. Представљају тип значајно еродованог терена, код којег је тло богато глиновитом компонентом, а које је значајно захваћено појавом интензивног јаружања. Агенси геоморфолошког процеса услед кога настаје су вода и ветар. Овакви терени су често тешко проходни и нису погодни за изградњу.
Јављају се у рељефу који се одликује великим падовима топографске површине. После јачих киша и пљускова, низ површину теку водени токови и млазеви, и усецају у растреситом покривачу читав систем плићих или дубљих ерозивних бразди, вододерина и јаруга. Услед јаке дисицираности топографске површине, културни слој бива потпуно уништен и однесен. Ово утиче на јачање ерозије што доводи до тога да земљиште бива потпуно разровано и разбијено вододеринама.
Типичан бедлендс јавља се у серпентинима јужно од Ваљева, у флишу Левачке котлине, у црвеним пешчарима Старе планине, у Грделичкој клиури, у Врањској котлини, итд. 
Ако се на растреситом земљишту, које је подложно спирању, налазе крупнији стеновити блокови, онда они штите растресито земљиште непосредно испод себе од спирања. На тај начин стварају се земљане пирамиде или главутци којих има и у Србији на локалитету Ђавоља варош код Куршумлије, између Врања и Џепа, у Овчјем пољу, итд. Ван Србије, познате су земљане пирамиде у Болцану (Тирол).